# Molke-Fasten
Unter Molke-Fasten, auch Molkekur oder modifiziertes proteinsubstituiertes Molkefasten, wird eine besondere Form des Fastens verstanden, die kurmäßig angewandt wird und bei der die Anwender unter Verzicht auf herkömmliche feste Nahrung hauptsächlich Molke und andere Flüssigkeiten zu sich nehmen sollen. Zusätzlich zu Molke wird hierbei empfohlen, Obstsäfte, Sauerkrautsaft sowie kohlensäurefreies Wasser einzunehmen. Ebenso sind bei einigen Anwendern regelmäßige Molketage beliebt. Das Molkefasten ähnelt dem Saftfasten und ist eine Sonderform der Nulldiät. 
Täglich werden etwa 30 g Protein, 52 g Kohlenhydrate, 3 g Fett aufgenommen, dies entspricht einer Energiezufuhr von 390 kcal.
Molke selbst ist als Nebenprodukt der Käseherstellung energie- und fettarm, enthält viele Proteine und Kalzium und hat durch die enthaltene Lactose (Milchzucker) eine abführende Wirkung.   